# Erebus meforensis
Erebus meforensis là một loài bướm đêm trong họ Erebidae.